# Campingkirche
Campingkirche ist der Name eines Angebotes der evangelischen und katholischen Kirche für Camper. Auf dem Campingplatz wird ein offenes Programm für Camper angeboten. Der Begriff Campingkirche, bei evangelischen Christen auch als Kirche Unterwegs bezeichnet, ist nicht fest umrissen. Auch was die einzelnen Campingkirchen darunter verstehen, ist sehr heterogen. Das Spektrum reicht von gelegentlichen Gottesdiensten auf dem Campingplatz, die die örtliche Kirchengemeinde anbietet, bis zu einem vielfältigen Tagesprogramm in der Ferienzeit. Dafür leben und arbeiten ehrenamtliche „Teamer“ auf dem Campingplatz. Eine große Campingkirche wie die im Freizeitcenter Oberrhein (Baden-Württemberg), bietet an ca. 90 Tagen im Jahr mit ca. 60 Ehrenamtlichen ein Programm, das in der Hauptsaison über 40 Veranstaltungen pro Woche beinhaltet. Viele der Campingkirchen nutzen die zwei Symbole der Campingkirche. Das ist zum einen Kreuz aus roten Mosaiksteinen, das andere zeigt stilisiert ein Boot vor einem Wohnwagen und einem Zelt.

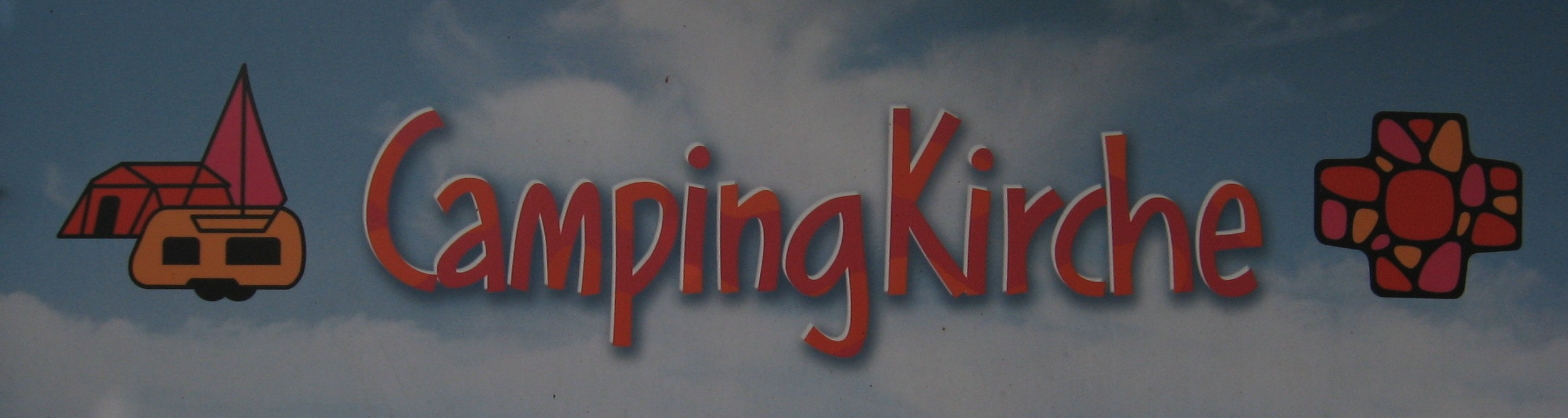
Die beiden Symbole der Campingkirche mit Schriftzug

## Programm
Mögliche religiöse Programmpunkte sind Gottesdienst, Morgen- und Abendgebete und auch Meditationen. Beispiele für das nichtreligiöse Programm sind Kinderbetreuung mit gemeinsamen Singen, Spielen und Basteln, Kinderfeste, Laternenumzug und Lagerfeuer, für Jugendliche Spiele, Basteln und Sport und für Erwachsene Basteln, Sport, Filmabend, Skatabend und Musikabend. Auffällig ist, das für einige Programmpunkte trotz deutlich abweichender Inhalte oft die gleichen Namen verwendet werden. Sehr oft gibt es zum Beispiel im Kinderprogramm eine Kinderstunde und ein Sandmännchen. Zumindest in den 1970er Jahren fanden diese aufgrund des hohen Anteils niederländischer Touristen auf Campingplätzen am Biggesee im Sauerland als „Kinderuurtje“ in niederländischer Sprache statt.

## Ziele
Die Kirche wagt sich mit dieser Tourismusseelsorge hinaus aus den sicheren Mauern ihrer festgefügten Ordnung hinein in die enge und gläserne Welt eines Campingplatzes. Hier hat und sucht Kirche unmittelbaren Kontakt zu Menschen. Dadurch, dass sie Teil hat am Tagesablauf, den Freuden und Sorgen der Menschen, die für eine begrenzte Zeit aneinander gewiesen sind, ist sie Teil einer „Gemeinde auf Zeit“.

## Geschichte

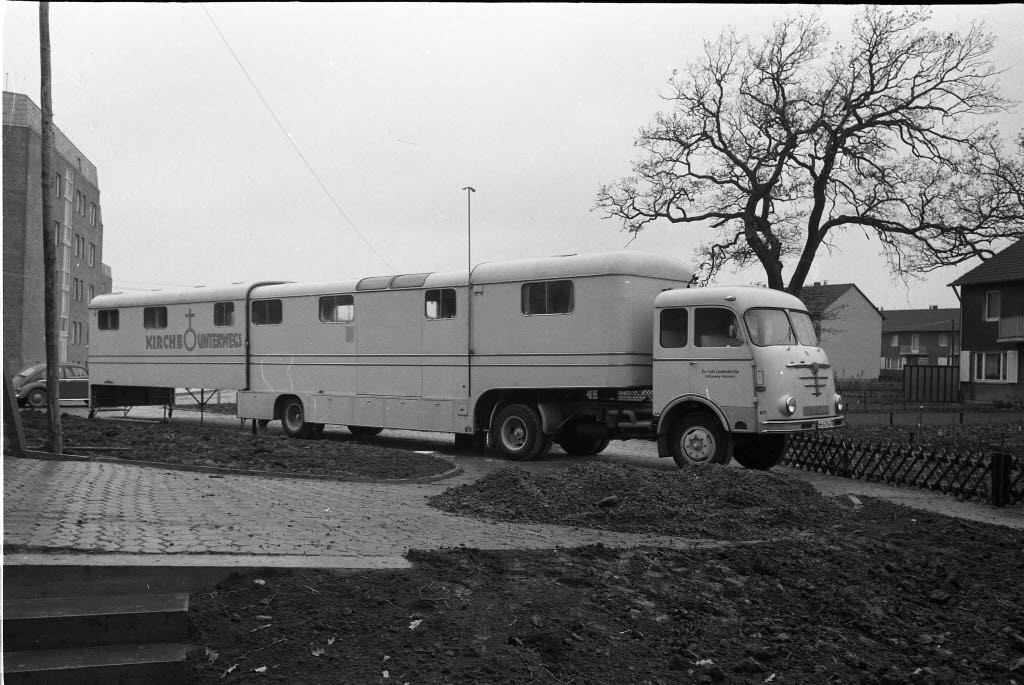
Kirchenbus „Kirche unterwegs“ in Altenholz bei Kiel, 1962

In den 1960er-Jahren wurde in vielen Gemeinden und kirchlichen Gremien darüber diskutiert, ob die Kirche auf die leeren Gotteshäuser während der Urlaubszeit reagieren und den Urlauber in seinem Urlaub begleiten soll. Aus diesem Grund wurden Ende der 1960er- und zu Beginn der 1970er-Jahre die ersten Campingkirchen in den deutschen Urlaubsgebieten wie z. B. Eifel, Lüneburger Heide, Biggesee, Nordsee und Bodensee gegründet.

## Campingkirche in der Erzdiözese Freiburg
Die Erzdiözese Freiburg organisiert und finanziert zwei Campingkirchen. Da die beiden intensiv zusammenarbeiten, haben sie hinsichtlich Programm und inhaltlicher Ausrichtung einen ähnlichen Umfang. Eine Campingkirche, sie ist eine der größten in Deutschland, wirkt im Freizeitcenter Oberrhein (48° 47′ N, 8° 2′ O) in Stollhofen (Rheinmünster), zwischen Bühl und Baden-Baden am Rhein gelegen, und bietet den Campern eines der umfangreichsten Programme. Pro Saison besuchen 40.000 bis 50.000 Camper die Einrichtung. Damit an den ca. 90 Einsatztagen ein Programm angeboten werden kann, sind ca. 60 ehrenamtliche Helfer tätig.
Die Zweite bietet ihr Programm am Bodensee im Campingdorf Horn (47° 41′ N, 9° 0′ O) in Horn an. Dort wird an fünf Wochen in den Sommerferien Baden-Württembergs ein Programm angeboten.

### Programm
Als religiöse Angebote gibt es den Sonntagsgottesdienst, Morgenimpulse und Abendgebete. Der weitaus größte Programmteil ist nicht religiös. So wird für Kinder von 3 bis 13 Jahren werktäglich vormittags die Kinderstunde mit Singen, Spielen und Basteln angeboten und abends das Sandmännchen, wieder mit einigen Mitmach-Liedern und einer Gutenachtgeschichte. Jugendliche und Erwachsene können mehrmals in der Woche zum Basteltreff kommen. Es werden mehrere Techniken parallel angeboten. Für die gleiche Zielgruppe wird dreimal wöchentlich Frühsport und fast jeden Nachmittag Volleyball angeboten. Es gibt am Samstag entweder am Nachmittag ein großes Kinderfest oder am Abend nach dem Sandmännchen einen Laternenumzug mit Lagerfeuer. Als Abendveranstaltungen gibt es den Jugendrock, Familienfilmabende, Nachtwanderungen oder einen Skatabend. Nicht nur für Regentage gibt es den Bücher- und Spieleverleih.

### Team
Die Zusammensetzung des Teams ist sehr heterogen. So arbeiteten 2008 folgende Berufsgruppen mit: Abiturienten, Erzieher, IT-Operator, Krankenschwester, Lehrer, Physiker, Schüler, Sozialarbeiter und -pädagogen, Studenten, Techniker und Theologen. Die meisten kommen im Rahmen eines Praktikums zur Campingkirche und viele bleiben der Einrichtung dann viele Jahre, manche sogar Jahrzehnte erhalten. Gerade diese Mischung von erfahrenen Teamern und dem frischen Wind der Anfänger zeichnet das Team aus.

### Geschichte in der Diözese Freiburg
Im Jahre 1970 wurde auf zwei Campingplätzen am Bodensee, in Hagnau und Allensbach, zusammen mit der evangelischen Kirche die Camping-Seelsorge etabliert. Für die katholische Seite organisierte ein Pater der Pallottiner, Rektor des katholischen Aufbaugymnasiums und Internates Hersberg, ein Team das aus mehreren Schülern bestand. Einer dieser Schüler, organisiert seither die Campingkirche in der Erzdiözese Freiburg. 1977 wurden die ersten Verhandlungen für eine Campingkirche im Freizeitcenter Oberrhein, Stollhofen (Rheinmünster), geführt. Im Jahr 1978 war zum ersten Mal ein Team auf dem Platz und fünf Wochen lang für die Camper da. Seit dieser Zeit wurde das Angebot und Einsatzzeit bis zum heutigen Umfang, stetig erweitert. Der Einsatz am Bodensee wurde bis 1989 auf unterschiedlichen Campingplätzen von den lokalen Gemeinden geleitet. 1990 gab es von der Erzdiözese nur noch auf dem Campingplatz Willam ein Programm. Seit diesem Jahr arbeiten die beiden Campingkirchen in der Erzdiözese sehr eng zusammen. 1997 wurde aufgrund der Rahmenbedingungen der Einsatz vom Campingplatz Willam (Allensbach) ins Campingdorf Horn verlegt und ist dort seither eine feste Institution.